# 南アゼルバイジャン語
南アゼルバイジャン語（みなみアゼルバイジャンご、英: South Azerbaijani language）は、アゼルバイジャン語の方言である。イラン北西部、および隣接するイラク、トルコに分布する。他にシリアやアフガニスタンにもコミュニティが存在する。南アゼルバイジャン語はペルシア語の影響を受けている。

## 言語名別称
- 南アゼリ語、南アーゼリー語(South Azeri)
- トルキー語(Torki)

## 方言
- Baharlu (azb-bah)
- Nafar (azb-naf)
- Moqaddam (azb-moq)
- タブリーズ方言 Tabriz (azb-tab)
- アフシャール方言 Afshar (azb-afs)
- バヤト方言 Bayat (azb-bay)
- Qaragozlu (azb-qar)
- キルクーク方言 Kirkuk (azb-kir)
- Kars (azb-kas)
- Qajar (azb-qaj)
- Shahsavani (azb-sha)
- Pishagchi (azb-pis)
- Karapapakh (azb-kar)